# Delta1 Chamaeleontis
Delta1 Chamaeleontis (δ1 Chamaeleontis, förkortat Delta1 Cha, δ1 Cha) som är stjärnans Bayerbeteckning, är en snäv dubbelstjärna belägen i den sydöstra delen av stjärnbilden Kameleonten och är skild från den något ljusare Delta2 Chamaeleontis med ca 6 bågminuter. Den har en kombinerad skenbar magnitud på 5,47 och är svagt synlig för blotta ögat där ljusföroreningar ej förekommer. Baserat på parallaxmätning inom Hipparcosuppdraget på ca 9,4 mas, beräknas den befinna sig på ett avstånd på ca 350 ljusår (ca 107 parsek) från solen.

## Egenskaper
Primärstjärnan Delta1 Chamaeleontis A är en orange till röd jättestjärna av spektralklass K0 III. Den har en radie som är ca 11 gånger större än solens och utsänder från dess fotosfär ca 76 gånger mera energi än solen vid en effektiv temperatur på ca 5 050 K.
De två delarna av Delta1 Chamaeleontis har en skenbar magnitud på 6,3 respektive 6,5. År 2000 var paret separerat med 0,783 bågsekunder vid en positionsvinkel på 83,8°. Stjärnparet är en källa till röntgenstrålning med ett flöde på 27,3×10-17 W/m2.